# David Lourenço
David Lourenço da Costa (Guarulhos, ) é um pugilista brasileiro. 
Foi o primeiro brasileiro campeão mundial de boxe amador (em todas as categorias e idades), após vencer o Campeonato Mundial Juvenil de Boxe Amador disputado em maio de 2010 no Azerbaijão. O mundial serviu como seletiva para a Olimpíada da Juventude e, com a vitória, David se classificou para representar o Brasil na categoria 69 kg.
Conquistou a medalha de ouro nas Olimpíadas da Juventude, disputada em agosto de 2010, em Singapura, quebrando assim um jejum de 42 anos do boxe brasileiro em eventos olímpicos, já que a última conquista brasileira na modalidade fora nos Jogos Olímpicos de Verão de 1968, com o bronze de Servílio de Oliveira. Em ambas as competições, David derrotou na final Ahmad Mamadjanov, do Uzbequistão. 